# Åsa Bergh
Åsa Maria Bergh, född 27 juni 1966 i Oscars församling, Stockholm, är en svensk sångare och musikalartist. Hon gjorde rollen som Ulrika i Västergöhl i musikalen Kristina från Duvemåla i uppsättningarna i Malmö, Göteborg och Stockholm.

## Biografi
Åsa Bergh är dotter till sångaren Einar Bergh och syster till skådespelaren och sångaren Frida Bergh. Hon gjorde sin scendebut 1979 som piccolon i Vita hästen vid Säffleoperan, som hennes far Einar Bergh startade 1974.
Bergh spelade 1995–1998 Ulrika i Västergöhl i uruppförandet av Kristina från Duvemåla. Sommaren 2005 hade hon huvudrollen som Yrsa i Hednadotter på Gotland. 1997 spelade hon in albumet Vi sjunger i natt, där också bland andra Christer Nerfont medverkar. År 2011 gjorde hon sin regissörsdebut med Wilhelm Peterson-Bergers taldrama Arnljot.

## Teater

### Roller (urval)
| År   | Roll                 | Produktion                                                                                  | Regi                | Teater                           |
| ---- | -------------------- | ------------------------------------------------------------------------------------------- | ------------------- | -------------------------------- |
| 1979 | Piccolon             | Vita hästen Ralph Benatzky, Erik Charell och Hans Müller                                    | Lennart Schultz     | Säffleoperan                     |
| 1989 | Minnie Fay           | Hello, Dolly! Jerry Herman och Michael Stewart                                              | Kate Flatt          | Säffleoperan                     |
| 1990 | Chava                | Spelman på taket Jerry Bock, Sheldon Harnick och Joseph Stein                               |                     | Säffleoperan                     |
| 1990 | Syster Robert Anne   | Nunsense Dan Goggin                                                                         |                     | Säffleoperan                     |
| 1990 | Lucinda              | Into the Woods Stephen Sondheim och James Lapine                                            | Georg Malvius       | Wermland Opera                   |
| 1990 | Maj på Malö Pepita   | Rönnerdahl                                                                                  |                     | Säffleoperan                     |
| 1991 | Medverkande          | Sommarteater                                                                                |                     | Oktoberteatern                   |
| 1991 | Sniff                | Den farliga resan Ninne Olsson och Jan Lindell                                              | Elisabeth Frick     | Oktoberteatern                   |
| 1992 | Papagena             | Sagan om trollflöjten Anders Levelius                                                       | Anders Levelius     | Oktoberteatern                   |
| 1993 | Maria                | West side story Leonard Bernstein, Stephen Sondheim och Arthur Laurents                     | Elisabeth Frick     | Oktoberteatern                   |
| 1995 | Polly                | Tolvskillingsoperan Bertolt Brecht och Kurt Weill                                           | Dag Norgård         | Regionteatern Blekinge Kronoberg |
| 1995 | Ulrika i Västergöhl  | Kristina från Duvemåla Benny Andersson, Björn Ulvaeus och Lars Rudolfsson                   | Lars Rudolfsson     | Malmö stadsteater                |
| 1996 | Ulrika i Västergöhl  | Kristina från Duvemåla Benny Andersson, Björn Ulvaeus och Lars Rudolfsson                   | Lars Rudolfsson     | Göteborgs stadsteater            |
| 1997 | Portia               | Shylock Per Jorsäter och Bo Sandberg                                                        |                     | Säffleoperan                     |
| 1998 | Ulrika i Västergöhl  | Kristina från Duvemåla Benny Andersson, Björn Ulvaeus och Lars Rudolfsson                   | Lars Rudolfsson     | Cirkus                           |
| 2001 | Häxan                | Into the Woods Stephen Sondheim och James Lapine                                            | Sven-Åke Gustavsson | Norrlandsoperan/ Profilteatern   |
| 2005 | Yrsa                 | Hednadotter Josefin Alfredson, Hanna Larsson, Petter Jiveskog och Johan Larsson             | Josefin Alfredson   | Sankt Lars kyrkoruin, Visby      |
| 2007 | Nancy                | Oliver Lionel Bart                                                                          |                     | Säffleoperan                     |
| 2008 | Berätterskan         | Zorba John Kander, Fred Ebb och Joseph Stein                                                |                     | Säffleoperan                     |
| 2016 |                      | Vackra ni Hanna Larsson, Johan Lingvall och Frida Mellström                                 |                     | Boulevardteatern                 |
| 2019 | Syster Maria Theresa | En värsting till syster Alan Menken, Glenn Slater, Cheri Steinkellner och Bill Steinkellner | Anders Albien       | Chinateatern                     |

## Diskografi
Album
- 1998 – Vi sjunger i natt

Singlar
- 1997 – "En sådan natt" / "	Regnig morgon"
- 1998 – "Pepita dansar" / "Vi sjunger i natt" (promo)